# Крия Вриси (дем Гревена)
Вижте пояснителната страница за други значения на Крия Вриси.
Крия Вриси (на гръцки: Κρύα Βρύση) е населено място в Република Гърция, дем Гревена, област Западна Македония.

## География
Крия Вриси (в превод „Студен извор“) е разположено на няколкостотин метра югозападно от края на село Зякас. Практически е част от това село, макар понякога административно се смята за отделно населено място.

## История
Селото е основано след края на Гражданската война в Гърция в 1949 година. Регистрирана е като селище в процес на изграждане в преброяването от 1961 годна, а в тези от 1971, 1981 и 1991 година е регистрирано без жители.
| Година    | 1913 | 1920 | 1928 | 1940 | 1951 | 1961 | 1971 | 1981 | 1991 | 2001 | 2011 | 2021 |
| --------- | ---- | ---- | ---- | ---- | ---- | ---- | ---- | ---- | ---- | ---- | ---- | ---- |
| Население |      |      |      |      |      |      | 0    | 0    | 0    |      |      |      |